# UX Геркулеса
UX Геркулеса (лат. UX Herculis, HD 163175) — тройная звезда в созвездии Геркулеса на расстоянии приблизительно 824 световых лет (около 252 парсек) от Солнца. Видимая звёздная величина звезды — от +10,21m до +9,05m. Возраст звезды определён как около 39,8 млн лет.
Пара первого и второго компонентов — двойная затменная переменная звезда типа Алголя (EA). Орбитальный период — около 1,5488 суток.
Открыта Энни Кэннон в 1908 году или Эрнстом Циннером в 1913 году*.

## Характеристики
Первый компонент — белая звезда спектрального класса A3V, или A3, или A2,6*, или A0V, или A0. Масса — около 2,42 солнечной, радиус — около 1,84 солнечного, светимость — около 16,982 солнечной. Эффективная температура — около 8060 K.
Второй компонент — оранжевая звезда спектрального класса KIV. Масса — около 0,44 солнечной, радиус — около 1,96 солнечного, светимость — около 1,318 солнечной. Эффективная температура — около 4478 K*.
Третий компонент. Масса — не менее 0,87 солнечной*. Орбитальный период — около 86,81 года*.

## Планетная система
В 2019 году учёными, анализирующими данные проектов HIPPARCOS и Gaia, у звезды обнаружена планета.